# يومي سوجيموتو
يومي سوجيموتو (باليابانية: 杉本有美) هي عارضة أزياء وعارضة وممثلة يابانية، ولدت في 1 أبريل 1989 بأوساكا في اليابان.

## وصلات خارجية
- يومي سوجيموتو على موقع IMDb (الإنجليزية)
- يومي سوجيموتو على موقع ميوزك برينز (الإنجليزية)
- يومي سوجيموتو على موقع قاعدة بيانات الفيلم (الإنجليزية)